# Paravibrissina pacifica
Paravibrissina pacifica là một loài ruồi trong họ Tachinidae.